# Vadim Guerásimov
Vadim Guerasimov es un ingeniero de Google. Entre 1994 y 2003 trabajó y estudió en el MIT Media Lab. A los 16 fue uno de los que desarrollaron el famoso juego de ordenador Tetris: trasladó el juego original creado por Alekséi Pázhitnov a la arquitectura PC, añadiendo posteriormente algunas perfecciones al juego.